# Лођ
Лођ (пољ. Łódź, изговор: //, слушајⓘ) је град у централној Пољској , по величини трећи град Пољске и главни град истоименог војводства. Налази се у централном делу земље, око 120 km југозападно од Варшаве. Представља пољски центар текстилне, електронске као и индустрије играчака. Број становника Лођа стално опада због дугогодишње привредне кризе у региону, иако посједује универзитет и филмску академију и представља јако културно средиште Пољске. Године 2016. имао је 698.688 становника.

## Историја
Лођ је основан у 15. веку. Владислав II Јагело доделио му је статус града 1423. Након Друге деобе Пољске 1793. ушао је у састав Прусије. Током 1806. ушао је у састав Наполеоновога Варшавскога војводства. Од 1815. у саставу је Конгресне Пољске, која је била у персоналној унији са Руском Империјом. Развоју Лођа велики допринос дало је 1850. укидање царинских баријера са Руском Империјом. Град је брзо постао други град по величини у Конгресној Пољској. Најинтензивнији период индустријскога развоја десио се 1870–1890. Већина индустријалаца била је јеврејског порекла. Јевреји су 1897. чинили 31% становништва Лођа. Лођ је постао и центар јакога социјалистичкога покрета, тако да је штрајк 1892. парализовао већину индустријских погона. Био је поприште руско-немачких борби 1914. Након Првога светскога рата уследио је период стагнације због Царинског рата са Немачком, Велике депресије и Октобарске револуције, која је Лођ лишила великога источнога тржишта. У граду је током 1931 било 52% Пољака, 33% Јевреја и 14% Немаца.
Нацистичка Немачка је окупирала град на почетку Другог светског рата. За време рата град је био припојен Немачкој. У њему су нацисти образовали Лођски гето за Јевреје. Данас је важна раскрсница путева.

## Демографија
| 1946.   | 1995.   | 2000.   | 2005.   | 2010.   | 2012.   |
| ------- | ------- | ------- | ------- | ------- | ------- |
| 496.929 | 823.215 | 793.217 | 767.628 | 737.098 | 718.960 |

## Тржиште рада у Лођу
Тржиште рада у Пољској није само подложно сезонским променама, већ је и територијално разнолико. Један од индикатора који показује да се шансе за проналажење посла веома разликују у различитим деловима земље је стопа незапослености. Овај индикатор узима у обзир само оне незапослене који су се пријавили бироу за запошљавање, тако да не одражава у потпуности размере незапослености - многи људи траже посао сами, без пријаве на бироу за запошљавање. Међутим, стопа незапослености је један од индикатора који нам омогућавају да проценимо стање на локалном тржишту рада и да ли је правац предузетих иницијатива – нпр. професионална активација становника – исправан.
Међутим, постоје и јасне разлике унутар лошког региона. Најнижи ниво незапослености забележен је, на пример, у округу Рава - 2,9%, а највиши у округу Кутно - 7,9%. Поређења ради, вреди додати да је у јулу 2024. стопа незапослености израчуната за Пољску износила 5,0%.
Послове у Лођу стварају, између осталог, бројни индустријски погони и услужна предузећа.
У јулу 2024. године у Лођу (подрегија величине округа) пословало је чак 105.180 субјеката националне привреде (извор: РЕГОН), укључујући чак 24 са најмање хиљаду људи и још 85 са особљем од 250-999 запослених. . Скоро свака десета од свих пословних јединица у Лођу је индустријски погон, а свака пета - трговачко предузеће или сервис за поправку возила. Постоје и бројни субјекти који обављају стручну, научну и техничку делатност, као и грађевинска предузећа.

## Економија и инфраструктура
Пре 1990. године, економија Лођа је у великој мери ослањала на текстилну индустрију, која се развила у граду у деветнаестом веку захваљујући обиљу река које се користе за напајање млинова за пуњење, постројења за избељивање и других машина.

## Партнерски градови
- Калињинград
- Вилњус
- Кемниц
- Штутгарт
- Лион
- Иваново
- Минск
- Одеса
- Тел Авив
- Тјенцин
- Рустави
- Бареиро
- Тампере
- Пуебла
- Мурсија
- Еребро
- Лавов
- Сегедин
- Нуоро
- Омск